# Diplazium cognatum
Diplazium cognatum là một loài dương xỉ trong họ Athyriaceae. Loài này được Sledge mô tả khoa học đầu tiên năm 1962.
Danh pháp khoa học của loài này chưa được làm sáng tỏ. 